# Emilia Luti
Emilia Luti (Firenze, 29 giugno 1815 – Milano, 7 gennaio 1882) è stata un'insegnante italiana presso alcune famiglie aristocratiche milanesi, tra cui quella di Alessandro Manzoni. Grazie al suo naturale possesso della lingua fiorentina ha contribuito alla revisione linguistica de I promessi sposi.

## Biografia
Emilia Luti nacque a Firenze da Luigi Luti e Giovanna Feroci. Nell'autunno 1838 si trasferì a Milano assieme alla madre presso casa d'Azeglio, fortemente voluta dal marchese Massimo d'Azeglio (futuro Presidente del Consiglio dei Ministri del Regno di Sardegna) come istruttrice domestica della figlia Rina. Nell'estate dell'anno successivo si recò assieme alla piccola Rina in villeggiatura presso la residenza estiva di Alessandro Manzoni a Brusuglio.
Da questo momento Emilia diventò il punto di riferimento principale dello scrittore che in quegli anni era alle prese con la revisione linguistica del suo romanzo e che aveva trovato in lei una viva fonte di quella lingua fiorentina nella quale voleva "risciacquare" i suoi I promessi sposi. A partire dal 17 maggio 1841 passò da casa d'Azeglio a casa Manzoni dove rimase per circa un anno, per poi passare, sempre in qualità di istruttrice, prima a casa Litta Modignani, poi a casa Bassi.

### La collaborazione con Alessandro Manzoni
Tra il 1839 e il 1842 Alessandro Manzoni e Emilia furono in stretto contatto, come documentano diverse lettere. Manzoni a quel tempo stava ultimando la revisione del suo romanzo, già apparso in una prima edizione nel 1827, e necessitava di una consulenza costante per quanto riguarda gli usi linguistici fiorentini, le frasi idiomatiche, il vero linguaggio delle persone di Firenze. Questo era infatti il suo scopo, che raggiungerà pienamente con la seconda edizione del romanzo (cosiddetta Quarantana perché fu pubblicata a partire dal 1840): scrivere un romanzo che si basasse sulla lingua corrente di Firenze. Le lettere che si sono conservate testimoniano i dubbi assillanti sul corretto significato di certe espressioni da inserire nel romanzo: ne è esempio un rapido scambio in cui Manzoni chiede alla Luti quale sia il corrispettivo fiorentino della frase milanese "El vestii de la festa" e lei risponde "Il vestito delle feste" specificando che viene usato quasi sempre al plurale. Seguendo il consiglio della Luti, Manzoni nel II cap. deI promessi sposi scriverà: "Le donne [...] dopo essersi tristemente levate il vestito delle feste...".
Come segno di affetto e di ringraziamento per quanto Emilia e sua madre gli siano state utili, Manzoni regalerà loro una copia dei Promessi Sposi con una speciale dedica, cogliendo l'occasione per dei "veramente giusti e dovuti ringraziamenti per la bontà, con la quale non s'è mai stancata di soddisfare alle mie ripetute e indiscrete domande". Contemporaneamente alla revisione del romanzo, Emilia postillò assieme a Manzoni una copia del Vocabolario milanese-italiano di Francesco Cherubini di proprietà di Manzoni, ora conservato alla Biblioteca Braidense di Milano.

## Romanzi
La figura di Emilia Luti è stata delineata da Emanuela Fontana ne "La Correttrice: L'editor segreta di Alessandro Manzoni", Mondadori, Milano 2023